# ジャパン・リーガル・アライアンス
ジャパン リーガル アライアンス（英称：Japan Legal Alliance）は、全国各地で活動する弁護士と、特定の分野に専門性を持つ弁護士によって構成されている有志の弁護士による団体である。

## 概要
企業法務や企業支援活動を目的として、所属メンバーである弁護士が全国規模で連携し、研修会や事業者向けの相談会などの活動を行っている。
参画している弁護士は、３２名である（２０２２年３月１日時点）。

## 活動
- 2018年3月10日 設立総会を開催（神奈川県秦野市『元湯陣屋』)
- 2018年7月13日 第1回研修会開催（熊本県熊本市）
- 2018年9月28日 第2回研修会開催（東京都千代田区）
- 2019年3月16日 第3回研修会開催（新潟県新潟市）
- 2019年10月19日 第4回研修会開催（徳島県徳島市）
- 2020年5月5日、6日 新型コロナ対応全国一斉『弁護士による事業者向け無料相談』を開催[1][2][3]
- 2020年9月11日 第5回研修会開催（北海道釧路市）
- 2022年3月11日 第6回研修会開催（東京都千代田区）